# Suðurnes
Suðurnes (Sydnæsset) ligger på det sydvestlige Island sydvest for Reykjavík og er en af Islands otte regioner. Regionen hed tidligere Reykjanes.
Regionen er den mindste i landet med et areal på 829 km², og den har 21.206 indbyggere (25,58 indb. per km²). Det administrative centrum er Keflavik, som er en del af det største byområde, Reykjanesbær. Islands internationale lufthavn, Keflavík International Airport, ligger i regionen.

## Opdeling
Suðurnes er opdelt i fem kommuner:
- Garður
- Grindavíkurbær
- Reykjanesbær
- Sandgerði
- Vogar

63°54′N 22°15′V / 63.9°N 22.25°V